# Блонделл, Джоан
Роуз Джоан Блонделл (англ. Rose Joan Blondell; 30 августа 1906 — 25 декабря 1979) — американская актриса, номинантка на премию «Оскар» в 1951 году.

## Ранние годы
Роуз Джоан Блонделл родилась в Нью-Йорке 30 августа 1906 года. Её отец, Эдди Блонделл мл., был комиком в водевилях, в исполнении которых принимала участие и её мать — Кэтрин Блонделл. В семье было ещё двое детей — её сестра Глория и брат Эдди. Первым большим достижением для Джоан Блонделл стала победа на конкурсе «Мисс Даллас» в 1926 году, где она участвовала под именем Роузбад Блонделл, а позже она заняла четвёртое место на конкурсе «Мисс Америка», который проходил в сентябре того же года в Атлантик-Сити.
Джоан Блонделл обучалась в Университете Северного Техаса, а также посещала педагогический колледж в Дентоне, недалеко от Далласа. В 1927 году она решила стать актрисой и переехала в Нью-Йорк для выступлений на Бродвее. Первая заметная роль у неё была в пьесе «Аркада Пенни», где она играла вместе с Джеймсом Кэгни. Пьесе ставилась всего три недели, но привлекла внимание Эла Джонсона, который выкупил права на неё за $20,000. Затем он продал пьесу «Warner Bros.», с условием того, что Блонделл и Кэгни будут сниматься в её экранизации. Вскоре актриса переехала в Голливуд, где Джек Уорнер хотел изменить её имя на Инез Холмс, но она не согласилась. Экранизация «Аркады Пенни» с Блонделл и Кэгни вышла в 1930 году, но под названием «Праздник грешников». Они вместе снялись ещё раз в 1931 году в фильме «Враг общества» и в том же году Джоан Блонделл была включена в список WAMPAS Baby Stars.

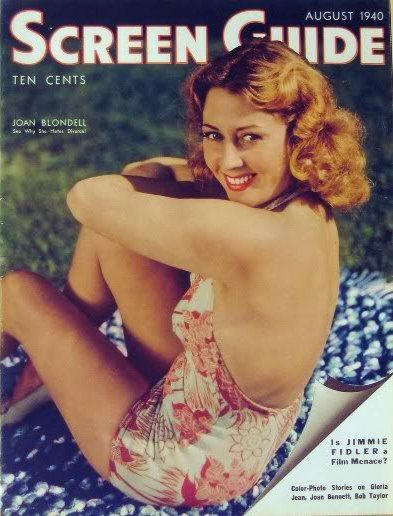
На обложке «Screen Guide» (1940)

## Карьера
Джоан Блонделл за короткое время стала очень популярной актрисой, во многом благодаря образу блондинки с большими голубыми глазами. Её успех пришёлся на период Великой депрессии, во время которого она была одной из самых высокооплачиваемых артистов США. В это время актриса снималась на студии «Warner Bros.» и популярность фильмов с её участием делала большой вклад в доходы компании. Она, больше чем любая другая актриса, снялась в фильмах этой студии, называя себя при этом «рабочей лошадью Уорнеров».
В 1930-х годах наиболее известными фильмами с участием Джоан Блонделл стали «Ночная сиделка» (1931), «Сделай меня звездой» (1932), «Золотоискатели 1933-го» (1933), «Парад в огнях рампы» (1933), «Золотоискатели 1937-го» (1936) и «Фабрика грёз» (1937).
В 1939 году Блонделл покинула «Warner Bros.», и в дальнейшие годы стала сниматься уже не так часто, и в основном во второстепенных ролях. Несмотря на это она по-прежнему оставалась популярной актрисой, что доказала её номинация на премию «Оскар» за лучшую женскую роль второго плана в фильме «Голубая вуаль» в 1951 году. В последующие десятилетия актриса запомнилась своими ролями в  картинах «Цинциннати Кид» (1965), «Бриолин» (1978) и «Чемпион» (1979).
Помимо съёмок на большом экране актрисы много работала на телевидении. Она появилась в таких телесериалах, как «Сумеречная зона», «Шоу Дика Пауэлла», «Доктор Килдер», «Величайшее шоу на Земле», «Полицейская история», «Остров фантазий» и многих других.
За свой вклад в киноиндустрию США Джоан Блонделл удостоена звезды на голливудской «Аллее славы». Персонаж Джоан Блонделл, в исполнении актрисы Кэти Бэйтс, появился в американском телесериале «Вражда» в 2017 году.

## Личная жизнь
Джоан Блонделл трижды была замужем. Её первым мужем и отцом её сына Нормана, который в будущем стал продюсером и режиссёром, был оператор Джордж Барнс, в браке с которым она была с 1922 по 1936 год. Сразу после развода она вновь вышла замуж, за актёра и певца Дика Пауэлла, от которого родила дочь Эллен. Их брак продлился до развода в 1944 году. Третьим мужем актрисы был продюсер Майк Тодд, вместе с которым прожила с 1947 по 1950 год.
Джоан Блонделл умерла от лейкемии 25 декабря 1979 года в своём доме в Санта-Монике, Калифорния в возрасте 73 лет и была похоронена в Гледейле.

## Избранная фильмография
| Год  |    | Русское название                              | Оригинальное название                    | Роль                      |
| ---- | -- | --------------------------------------------- | ---------------------------------------- | ------------------------- |
| 1931 | ф  | Враг общества                                 | The Public Enemy                         | Мэми                      |
| 1931 | ф  | Ночная сиделка                                | Night Nurse                              | Мэлони                    |
| 1932 | ф  | Сделай меня звездой                           | Make Me a Star                           | Флипс Монтегю             |
| 1932 | ф  | Трое в паре                                   | Three on a Match                         | Мэри Китон / Мэри Бернард |
| 1933 | ф  | Золотоискатели 1933-го                        | Gold Diggers of 1933                     | Кэрол Кинг                |
| 1933 | ф  | Парад в огнях рампы                           | Footlight Parade                         | Нэн Прескотт              |
| 1936 | ф  | Пулями или голосами                           | Bullets or Ballots                       | Ли Морган                 |
| 1936 | ф  | Золотоискатели 1937-го                        | Gold Diggers of 1937                     | Норма Перри               |
| 1937 | ф  | Фабрика грёз                                  | Stand-In                                 | Лестер Плам               |
| 1939 | ф  | Удивительный мистер Уильямс                   | The Amazing Mr. Williams                 | Максин Кэрролл            |
| 1941 | ф  | Топпер возвращается                           | Topper Returns                           | Гейл Ричардс              |
| 1945 | ф  | Дерево растёт в Бруклине                      | A Tree Grows in Brooklyn                 | Сисси Эдвардс             |
| 1945 | ф  | Приключения                                   | Adventure                                | Хелен Мелон               |
| 1947 | ф  | Аллея кошмаров                                | Nightmare Alley                          | Зена Крамбейн             |
| 1951 | ф  | Голубая вуаль                                 | The Blue Veil                            | Энни Роулинс              |
| 1956 | ф  | Противоположный пол                           | The Opposite Sex                         | Эдит Поттер               |
| 1957 | ф  | Кабинетный гарнитур                           | Desk Set                                 | Пег Костелло              |
| 1957 | ф  | Испортит ли успех Рока Хантера?               | Will Success Spoil Rock Hunter?          | Вайолет                   |
| 1965 | ф  | Цинциннати Кид                                | The Cincinnati Kid                       | леди Фингерс              |
| 1967 | тф | Винчестер 73                                  | Winchester 73                            | Ларуж                     |
| 1970 | ф  | Финкс                                         | The Phynx                                | Руби                      |
| 1976 | ф  | Вон Тон Тон — собака, которая спасла Голливуд | Won Ton Ton: The Dog Who Saved Hollywood | домовладелица             |
| 1977 | ф  | Премьера                                      | Opening Night                            | Сара Гуд                  |
| 1978 | ф  | Бриолин                                       | Grease                                   | Ви                        |
| 1979 | ф  | Чемпион                                       | The Champ                                | Долли Кенион              |
| 1979 | ф  | Перчатка                                      | The Glove                                | миссис Фицджеральд        |

### На английском языке
- Kennedy, Matthew (2009). Joan Blondell: A Life Between Takes. University Press of Mississippi, 312 pages. ISBN 978-1-6284-6181-7